# André Tardieu
André Tardieu, född 22 september 1876 i Paris, död 15 september 1945 i Menton, var en fransk statsman. Han var Frankrikes tillförordnade president i tre dagar, 7 till 10 maj 1932, efter att Paul Doumer hade blivit mördad, därtill premiärminister i tre omgångar.

## Biografi
Tardieu blev 1897 diplomat, nådde på denna bana förste ambassadsekreterares grad och var 1899–1902 sekreterare vid konseljpresidiet. Han blev därefter tidningsman, gjorde sig bemärkt som chef för utrikesavdelningen i Le Temps och var därjämte lärare vid École Libre des Sciences Politiques. Samtidshistoria och utrikespolitik behandlade han även i ett antal uppmärksammade skrifter: Questions diplomatiques de Vannée 1904 (1905), La conférence d'Algésiras (1907; 3:e tillökade upplagan 1909), Notes sur les États unis (1908; 4:e upplagan 1918), La France et les alliances (1909), Le prince de Bülow (samma år) och Le myste e d'Agadir (1912).
Tardieu var 1914–1924 som representant för departementet Seine-et-Oise ledamot av deputeradekammaren, där han tillhörde gruppen Républicains de gauche. Han sändes 1917 till Förenta staterna som fransk överkommìssarie samt tillhörde hösten 1918–januari 1920 Clemenceaus kabinett som minister för de befriade områdena. Dessutom var han 1919 en av Frankrikes delegerade vid fredsunderhandlingarna i Paris, kämpade som sådan energiskt för Clemenceaus idéer och hade väsentlig andel i formuleringen av Versaillestraktaten, om vars tillkomst han skrivit det på värdefulla historiska upplysningar rika arbetet La paix (1921).
Tardieu var 1921–1924 direktör för Clemenceaus organ, den skarpt polemiska tidningen L'écho national, och uppträdde som deputerad ofta kritiskt mot Poincarés skadeståndspolitik, vilken han ansåg sakna nödig fasthet och skärpa mot Tyskland. Vid parlamentsvalen våren 1924 föll Tardieu igenom och nedlade kort därpå sin tidning. Till det politiska livet återvände han 1926, då han i februari valdes till deputerad för Territoire de Belfort. Samma år återvände han till regeringen som transportminister under Poincaré. År 1928 blev han inrikesminister.
Hans första period som regeringschef var mellan den 3 november 1929 och den 17 februari 1930, andra perioden var från den 2 mars till 4 december 1930 och tredje och sista perioden från den 20 februari till den 3 juni 1932, då han även var utrikesminister. Tardieu var mellan de två sista perioderna jordbruksminister och krigsminister under Laval.